# خانه باب
خانهٔ باب همچنین معروف به خانهٔ سید باب، خانه‌ای بود که سید علی‌محمد باب، بنیان‌گذار آیین بابی در شیراز در آن زندگی می‌کرد و نخستین‌بار در آن خانه دعوت خود را آشکار کرد. این خانه که مهم‌ترین زیارت‌گاه بهائیان در ایران بود، در ۱۰ شهریور ۱۳۵۸ و در جریان حوادث پس از انقلاب ۱۳۵۷ تخریب شد.

## تخریب

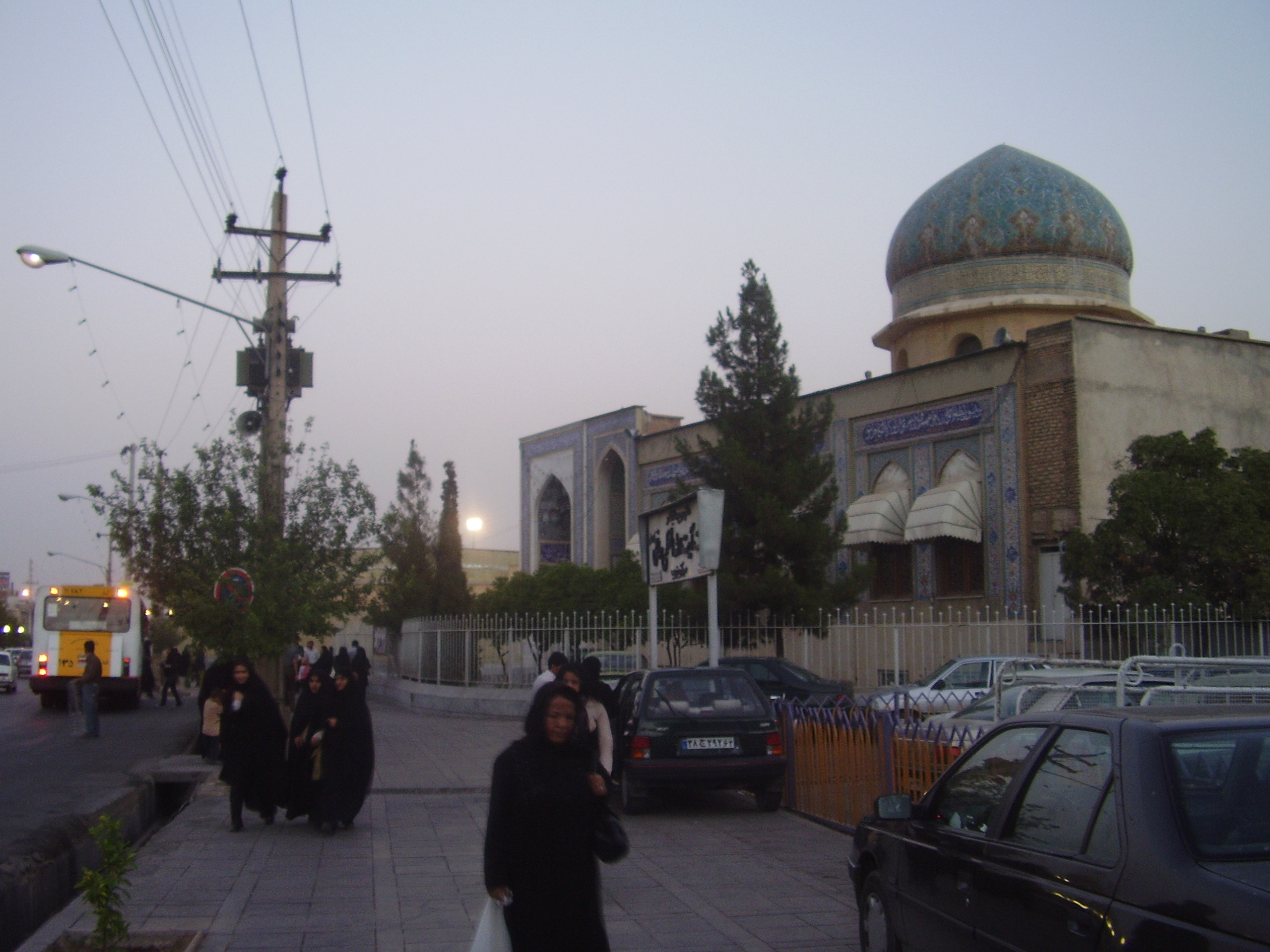
محل خانهٔ باب. پس از تخریب خانه در محل آن مسجد شیعیان (مسجد بیت‌المهدی) ساخته شده‌است. عکس از سال ۲۰۰۸ م.

بهاءالله در کتاب اقدس، خانهٔ سید باب را مکانی برای زیارت پیروان دین بهائی تعیین کرده بود. پس از تعمیراتی که به دستور عبدالبهاء در سال ۱۹۰۳ انجام شد این بنا مرکز اصلی زیارت بهائیان شد، اما طی سال‌های بعد چندین بار مورد حملهٔ متعصبین شیعه قرار گرفت و تخریب شد. در سال ۱۹۴۲ این خانه طی یک آتش‌سوزی عمدی آسیب دید. بیش از یک دهه بعد در سال ۱۹۵۵ در بحبوحهٔ یک سلسله فعالیت‌های ضدبهائی که به تحریک محمدتقی فلسفی در سراسر ایران شروع شده بود، این بنا به‌شدت آسیب دید و در نهایت در سپتامبر ۱۹۷۹ پس از انقلاب ۱۳۵۷ ایران، توسط مسلمانان انقلابی با خاک یکسان شد.

## واکنش جامعهٔ بهائیان
در پی تخریب خانهٔ سید باب، محفل ملی بهائیان ایران در نامه‌ای به‌تاریخ ۹ مهر ۱۳۵۸ با عنوان «جان و دل، نه آب و گل» از سیر وقایع تخریب خانه و پیامدهای آن برای بهائیان سخن گفت.
اعضای محفل ملی که چند نامهٔ اعتراضی منتشر کرده بودند، در سال ۱۳۵۹ ربوده شدند و هیچ‌گاه اثری از آنان پیدا نشد.